# Церковь Святого Андрея (Кёльн)
Церковь Святого Андрея (нем. St. Andreas) — католический храм в центральном районе города Кёльн Хоймаркт (Heumarkt) (северная часть старого города (Альтштадт-Норд (Кёльн))) (федеральная земля Северный Рейн-Вестфалия). Церковь расположена на улице Komödienstraße в 150 м от Кёльнского собора.

Церковь Святого Андрея представляет собой романскую трёхнефную базилику с трансептом.

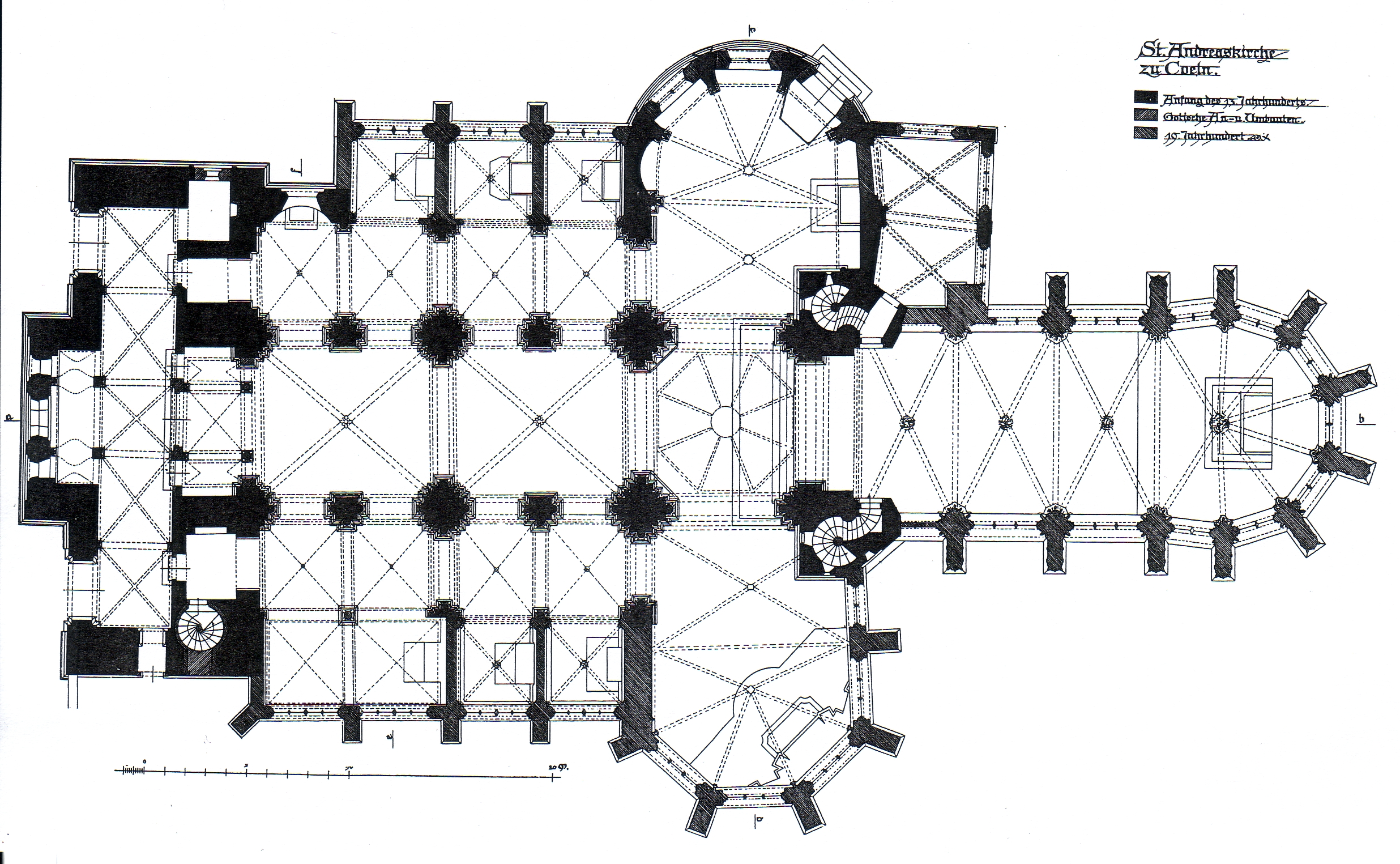
План церкви Святого Андрея (1916 год)

## История
Согласно историческим документам основание церкви относят ко 2-й половине X века, ко времени кёльнского архиепископа Бруно I. Освятил церковь в честь апостола Андрея в 974 году архиепископ Геро Святой.

В XII веке церковь была перестроена в романском стиле, в XIV веке в церкви был в готическом стиле перестроен хор и была пристроена готическая капелла. В XV веке над средокрестием был сооружён шатровый купол.

В 1801 году в ходе медиатизации, проходившей под руководством наполеоновского министра Талейрана было упразднено Кёльнское архиепископство, а 9 июня 1802 году все монастыри Рейнской области были секуляризированы. После закрытия монастыря доминиканцев из него в церковь Святого Андрея, ставшую приходской церковью, перенесли мощи Альберта Великого и золотой гроб с мощами семи святых мучеников Маккавеев.

В течение всего XIX века церковь перестраивалась, постепенно возвращая свой романский облик.

В годы второй мировой войны во время 262 бомбардировок Кёльна британской авиацией Кёльн был разрушен на 95%. Церковь Святого Андрея, хоть и пострадала во время авианалётов, но в отличие от большинства других романских церквей Кёльна, уничтожена не была, частично сохранилась даже уникальная средневековая настенная живопись.

В 1953—1955 годах под руководством архитектора Карла Банда (Karl Band) была расширена крипта XI века. 25 ноября 1954 в крипту был перенесен римский саркофаг с мощами Альберта Великого.

В 1957 году церковь перешла во владение ордена доминиканцев.

15 ноября 1980 года по случаю 700-летия со дня смерти Альберта Великого церковь Святого Андрея посетил римский папа Иоанн Павел II.

В 1992—1997 годах в церкви были проведены масштабные реставрационные работы.

С 1 января 2010 года Апостольская церковь стала приходской в католической общине при Апостольской церкви.

## Галерея

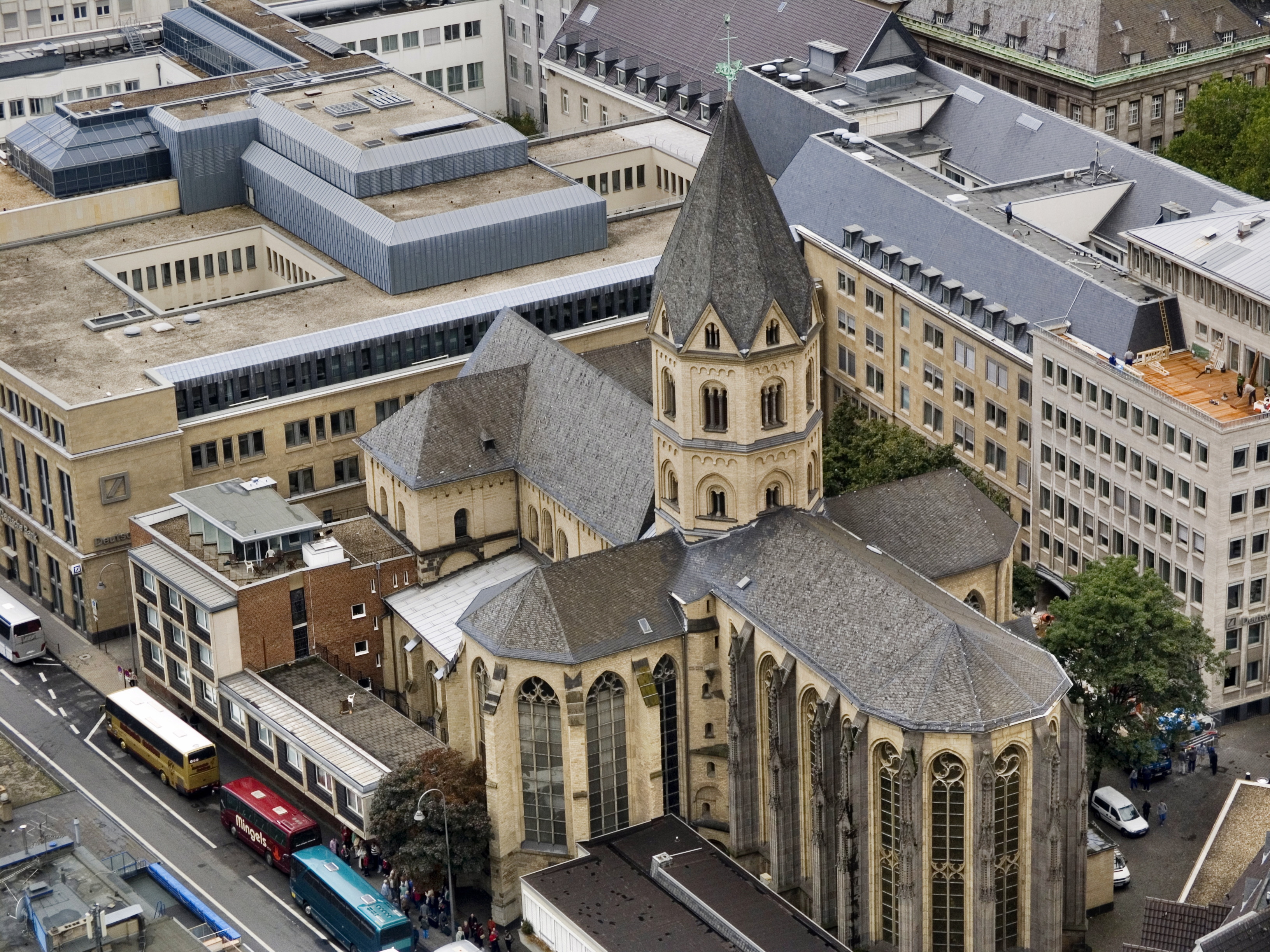
Вид на церковь Святого Андрея с колокольни Кёльнского собора
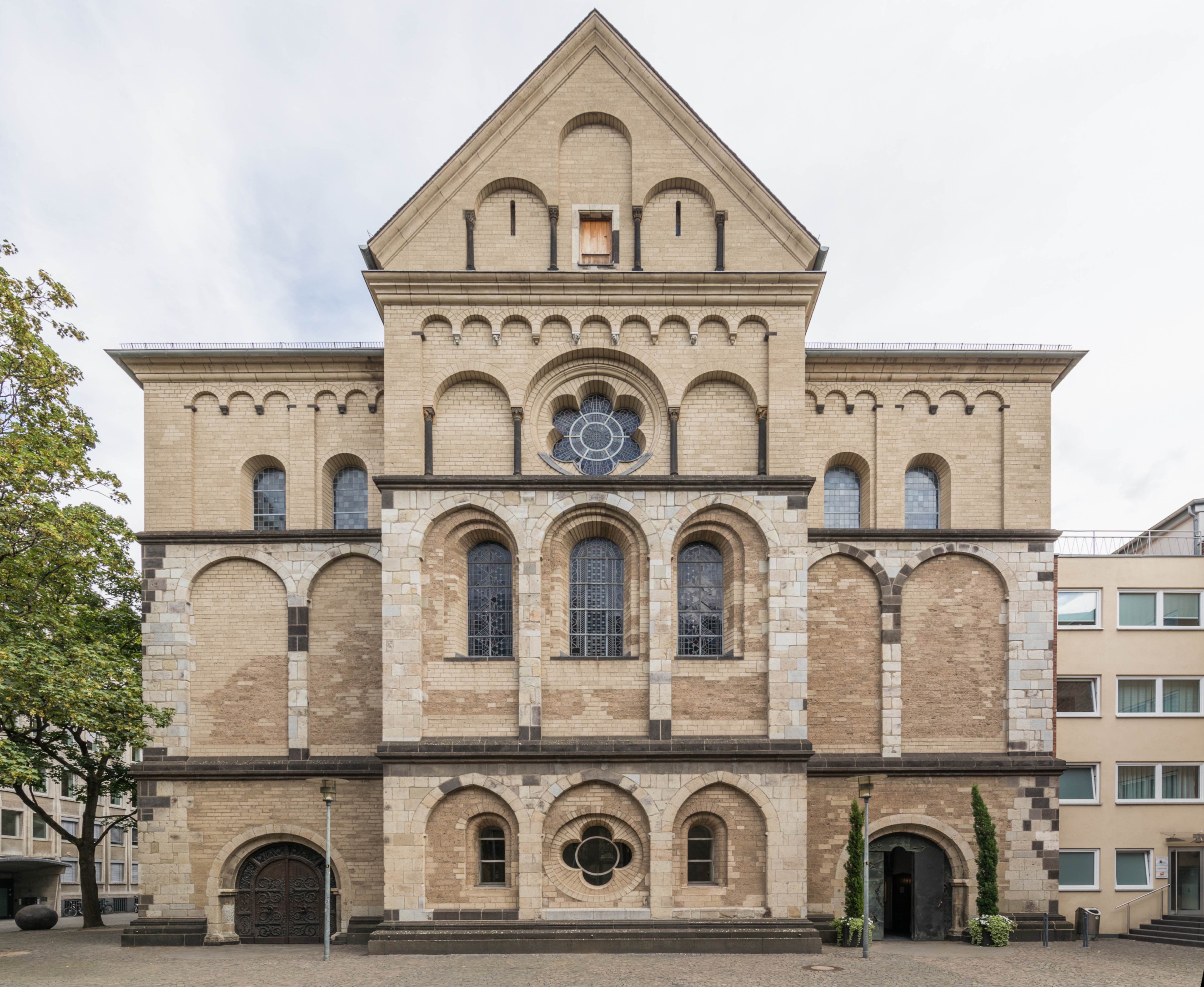
Южный фасад
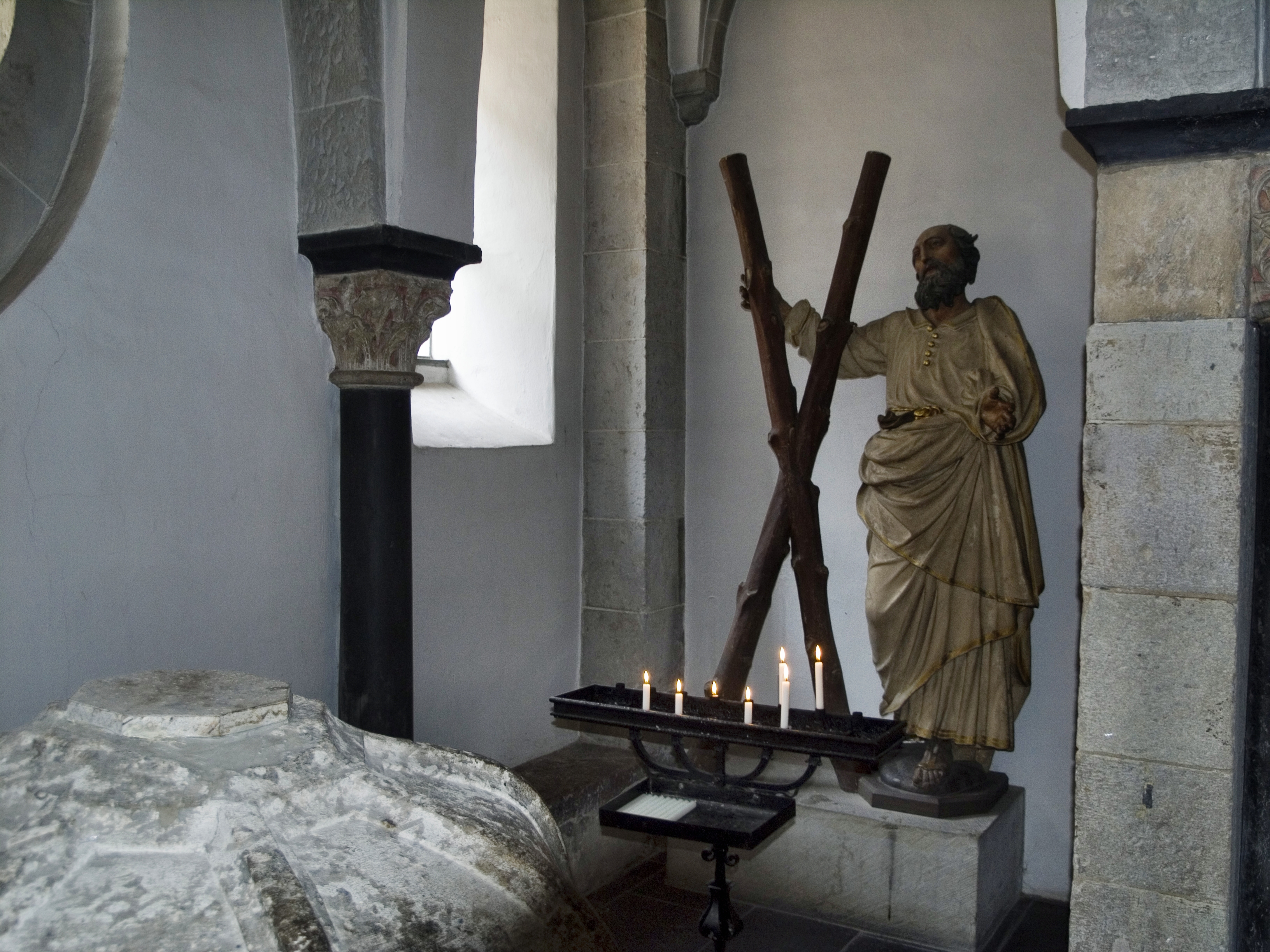
Скульптура апостола Андрея
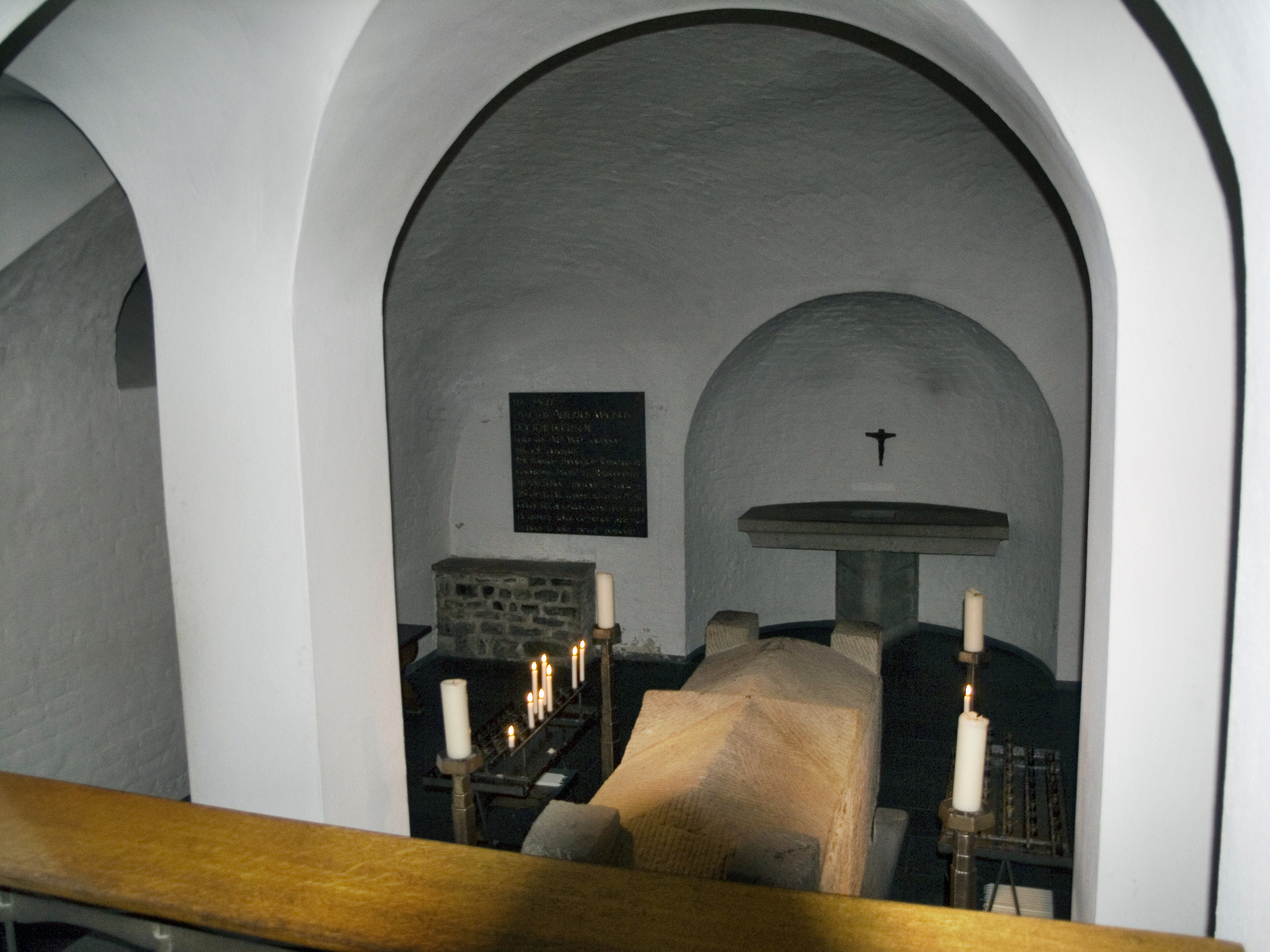
Крипта, саркофаг Альберта Великого
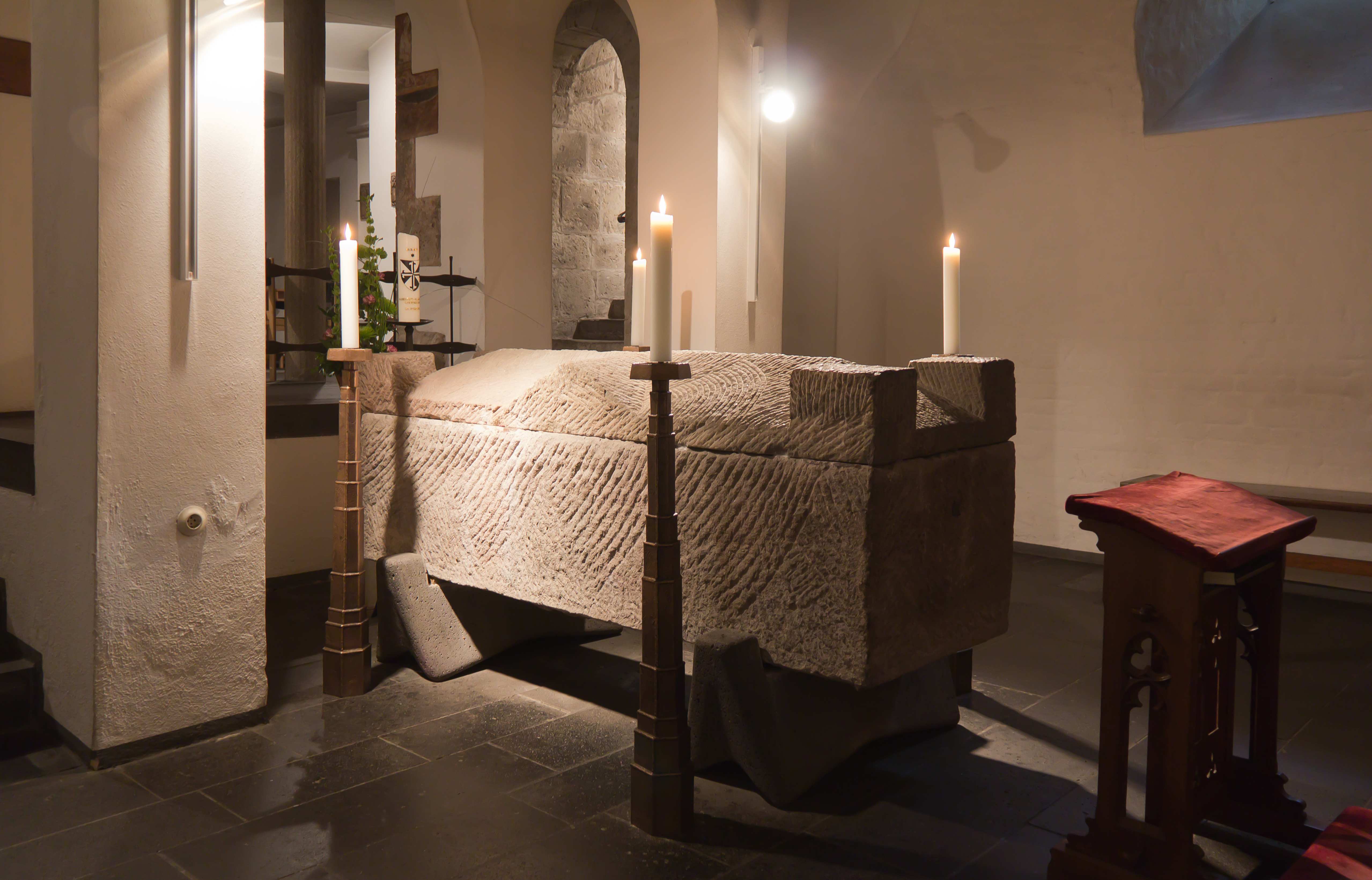
Крипта, саркофаг Альберта Великого
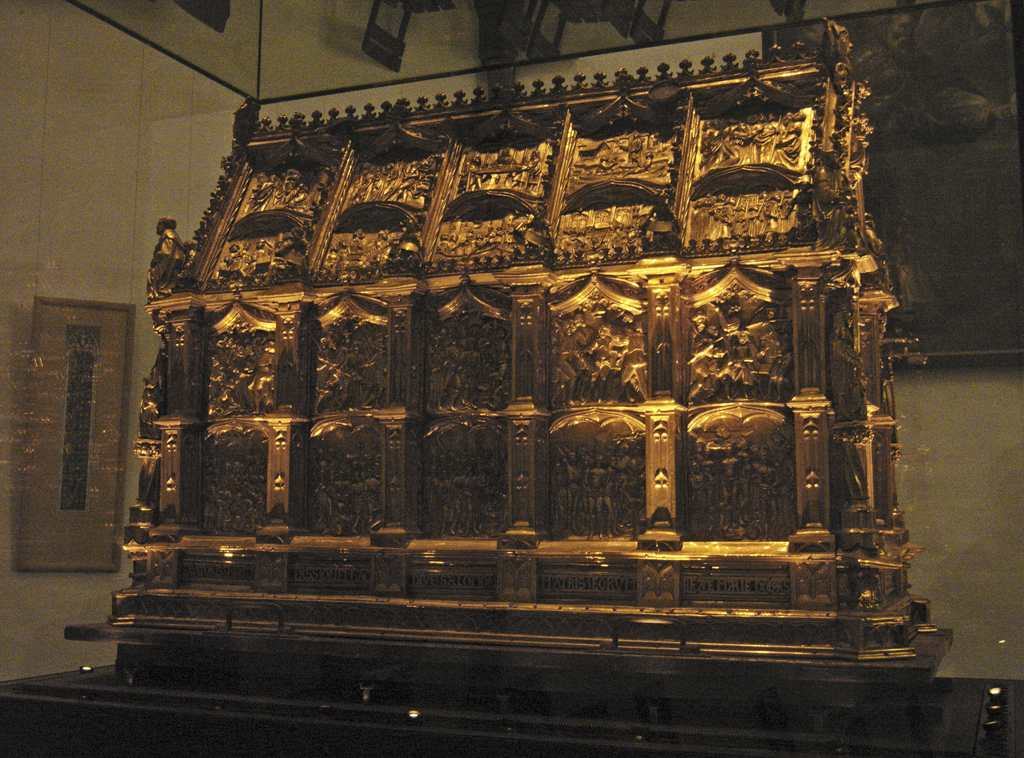
Гроб с мощами семи святых мучеников Маккавеев
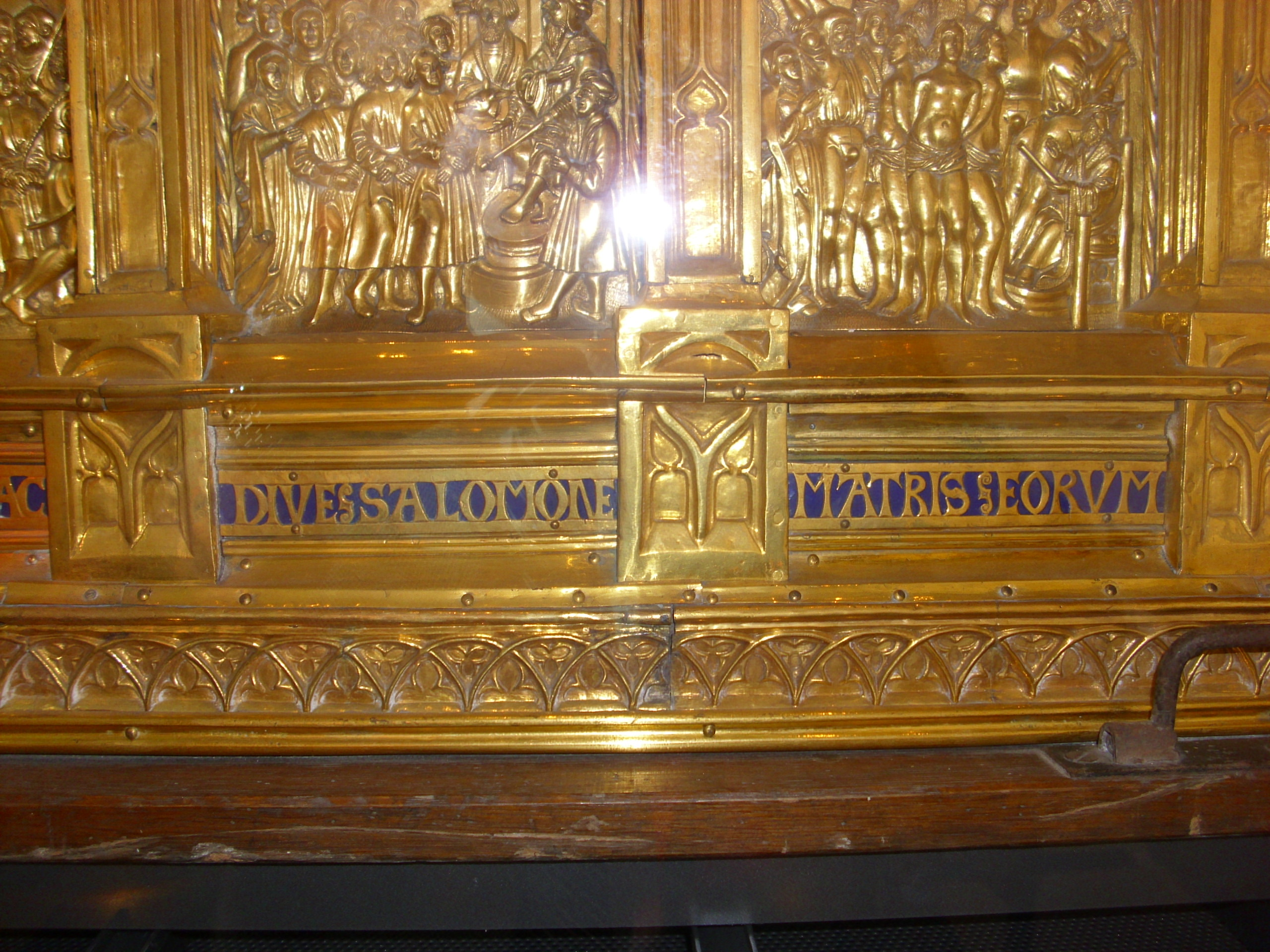
Гроб с мощами семи святых мучеников Маккавеев (фрагмент)
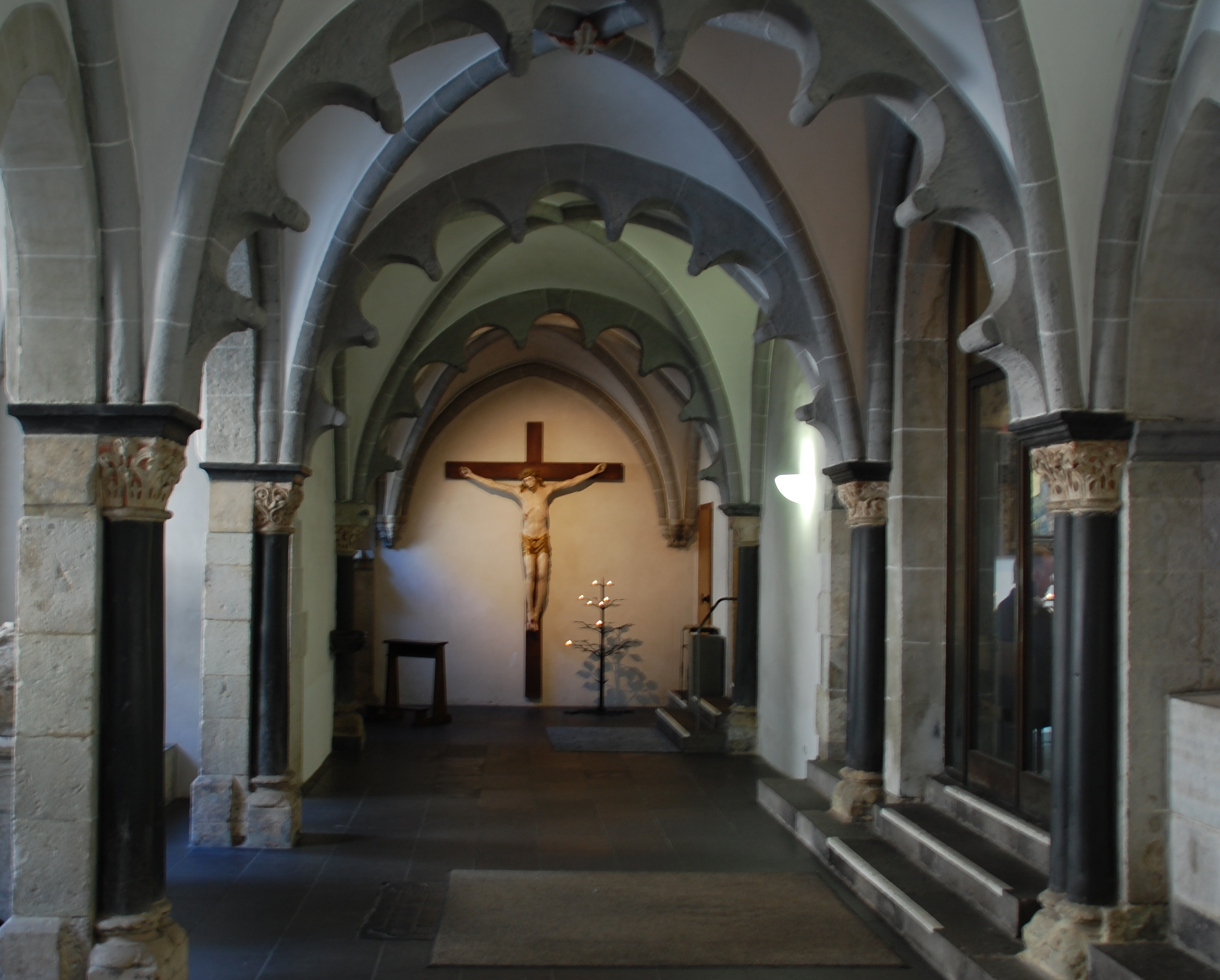
Боковой неф